# Калужское гетто
Калу́жское ге́тто — еврейское гетто, созданное нацистами в период Второй мировой войны на территории Калуги. Просуществовало около двух месяцев в ноябре-декабре 1941 года до контрнаступления Красной армии под Москвой. Является первым освобождённым гетто Европы.

## Оккупация
В 1920-е годы в Калуге жило около 800 евреев, что составляло примерно 2 % населения. В 1939 году их было 2157 человек. Во время Великой Отечественной войны немецкие войска оккупировали Калугу 13 октября 1941 года. К этому моменту близость к Москве и хорошее транспортное сообщение позволили эвакуироваться большинству калужских евреев, в городе осталось по разным данным от 150 до 200 евреев, в основном женщины, дети, старики и больные.
Немцы вошли в Калугу 12 октября 1941 года. Был установлен оккупационный режим, который продолжался до 30 декабря того же года. Для военного управления была создана комендатура под командованием майора Портациуса (позднее его сменил Г. Гальдер), ей подчиналась военная охрана и полицейское управление. Гражданская городская управа также подчинялась комендатуре, она занималась в основном хозяйственными вопросами. Управу с 13 октября 1941 года возглавил Н. С. Щербачев, его заместителем стал С. Д. Кудрявцев.

## Начало репрессий и создание гетто
Источники расходятся в отношении даты начала репрессивной политики в отношении евреев. По данным энциклопедии «Холокост на территории СССР» 2011 года под редакцией Ильи Альтмана 14 евреев были расстреляны в первые дни оккупации как советские активисты. В «Энциклопедии гетто в период Холокоста», изданной израильским Институтом Катастрофы и героизма «Яд ва-Шем» сказано, что сразу же с началом оккупации власти приняли ряд указов, направленных против евреев. Им было запрещено посещать общественные места, они не имели права пользоваться электричеством. Контакты между местными жителями и евреями были запрещены. Немецкое командование разместило плакаты на улицах Калуги, обвиняя евреев в большевизме и развязывании войны. Евреи должны были носить жёлтую звезду нашитую справа на груди и справа на спине. В книге Майи Добычиной «Еврейское гетто в Калуге, ноябрь-декабрь 1941» написано, что до конца октября репрессивных действий по отношению к еврейскому населению не было. По её данным арест 14 евреев произошёл 9 или 10 ноября, а расстреляны они были 15 ноября, уже после создания гетто.
С 1 по 7 ноября оккупанты проводили перепись населения по национальностям, распоряжение о регистрации евреев с 1 по 5 ноября было опубликовано в третьей декаде октября. Это был первый документ оккупантов, который касался непосредственно евреев. По переписи было зарегистрировано 155 евреев — 64 мужчины и 91 женщина. Некоторое евреи скрывались и не проходили перепись, но их выдавали немцам предатели-соседи.
8 ноября 1941 года приказом № 8 Калужской городской управы «Об организации прав жидов» на регистрацию евреев в городской управе отводилось 5 дней для жителей города и 10 — для жителей района. Тем же приказом в районе «Кооперативный посёлок» (на месте бывшего монастыря, между улицами Кутузова и Красная гора) было создано еврейское гетто. Одна женщина была доставлена в гетто после окончания регистрации, она была зверски избита. Трудоспособных мужчин было 17 человек. В гетто было 46 детей до 14 лет и 64 были старше 60 лет или являлись инвалидами. В качестве «жидовского старосты» по требованию немцев выбрали бывшего бухгалтера М. И. Фрумкина.
Гетто было сформировано к 26-28 ноября. Многие узники были лишены имущества - у одних были разбомблены дома, других ограбили оккупанты.

## Жизнь в гетто и убийства узников
Переселение в гетто началось в середине ноября и продолжалось 7-8 дней. Узники могли взять с собой только то, что могли унести в руках или привезти на санках. Они жили в бывших монашеских кельях без отопления, продуктов и воды. Выход из гетто разрешался 3 раза в неделю с 8 до 11 утра в «небазарные дни», посещение бани было запрещено. Общение с нееврейским населением запрещалось под угрозой смертной казни.
По приказу оккупантов была создана биржа труда, где были поставлены на учёт все евреи от 16 до 60 лет для участия в принудительных работах. Ежедневно евреев, которые были выселены из городских квартир, выводили на работу по уборке трупов, очистке общественных туалетов и мусорных ям и т. п., убирать туалеты заставляли руками.
Периодически немцы устраивали в гетто обыски, отбирали у людей теплые вещи, обувь и т. д. Обыски сопровождались жестокими избиениями, а парализованного старика Гершковича облили бензином и сожгли заживо. Некоторые калужане помогали евреям, передавая в гетто еду и лекарства. Старосту гетто Фрумкина избили за то, что он в списке узников применил слова «еврей», «еврейский» вместо «жид», «жидовский».
| Пол/Возраст | до 10 | 11-20 | 21-30 | 31-40 | 41-50 | 51-60 | 61-70 | 71-80 | свыше 80 | нет данных | всего |
| Мужской     | 14    | 9     | 2     | 1     | 3     | 8     | 12    | 3     | -        | 1          | 53    |
| Женский     | 14    | 11    | 5     | 28    | 12    | 11    | 21    | 3     | 1        | -          | 106   |
| Итого       | 28    | 20    | 7     | 29    | 15    | 19    | 33    | 6     | 1        | 1          | 159   |

Жителям города за укрытие евреев оккупанты угрожали казнью 15 человек за 1 найденного еврея. 22 декабря немцы подожгли гетто и стреляли в бегущих евреев, в результате погибло 11 человек (шесть из них — больные и старики), остальным удалось спастись. В своих школьных сочинениях в декабре 1942 года дети, находившиеся в гетто, рассказали о жизни в гетто. Позднее сочинения вошли в книгу «Война глазами детей», изданную областным архивом. Так, в одном из сочинений говорилось: «Когда пришли немцы, это было 12 октября 1941 г., нас как евреев выслали в Кооперативный посёлок (раньше — женский монастырь). Там они над нами издевались: били, расстреливали, гнали на разные грязные работы. Когда мы были в Кооперативном посёлке, нас огородили изгородью, а изгородь делали сами: дети от четырнадцати—пятнадцати лет, до семидесяти—семидесяти пяти лет старики».

## Ликвидация гетто
На рассвете 21 декабря на юго-восточной окраине города появились наступающие части Красной армии. 21-22 декабря в городе и окрестностях шли тяжёлые бои. 22 декабря немцы начали уничтожение гетто. По воспоминаниям узников оккупанты поджигали дома на соседних улицах, а затем подожгли почти все дома в Кооперативном посёлке, часть которого занимало гетто. Некоторые узники, которые не могли двигаться, погибли в огне. Некоторые были застрелены в попытках спастись. Однако целенаправленного и организованного массового уничтожения не было, поэтому большинство узников остались живы.
30 декабря город был освобождён войсками Красной армии. Всего в Калуге погибло около 25 евреев. Калужское гетто стало первым освобождённым гетто в Европе.

## Память
В Калуге нет ни памятника погибшим, ни мемориальной доски с напоминанием об этих событиях. В марте 2012 года в помещении «Архива новейшей истории Калуги» прошла презентация книги «Еврейское гетто в Калуге», изданной по инициативе местной еврейской общины.